# Линијски брод
Линијски брод је у ратној морнарици назив за ратни брод на једра великог депласмана, најјачег артиљеријског наоружања свог времена. Претходник је бојног брода.
Развио се из галеона (галије), чија конструкција није могла да поднесе даље појачавање артиљеријског наоружања на штету стабилности брода. Јављају се почетком 17. века са дефинитивним именовањем током англо-холандских ратова (1652-74).
Линијски бродови имали су чврст труп високих бокова у којима су се налазили бројни отвори за топове (топарнице). Топови су распоређивани на две палубе, понекад три. Крма је била двоспратна. Имали су 3 јарбола, предња 2 са по 3 крстаста једра, а крмени крстасто и латинско једро.
После Кримског рата у којем се дрвени линијски бродови показују немоћни против руске обалске артиљерије, почињу да се граде метални бојни бродови.
Термин „линијски брод“ је престао да се користи осим у историјским контекстима, након што су ратни бродови и поморска тактика еволуирали и променили се од средине 19. века, барем на енглеском говорном подручју (Царска немачка морнарица је своје бојне бродове називала Linienschiffe до Првог светског рата).

## Историја

### Еволуција дизајна
У 17. веку флоте су се могле састојати од скоро стотину бродова различитих величина, али се средином 18. века дизајн линијских бродова определио за неколико стандардних типова: старије двопалубне (тј. са две комплетне палубе топова које пуцају кроз бочне портове) од 50 топова (који су били преслаби за борбену линију, али су могли да се користе за пратњу конвоја), двопалубне од између 64 и 90 топова које су чиниле главни део флоте и веће тро- или чак четворопалубне са 98 до 140 топова који су служили као командни бродови адмирала. Флоте које су се састојале од можда 10 до 25 ових бродова, са њиховим пратећим бродовима за снабдевање и извиђачким и гласничким фрегатама, држале су контролу над морским путевима за главне европске поморске силе, док су ограничавале трговину непријатељима на мору.
Најчешћа величина линијског једрењака био је „74“ (назван по 74 топа), који је првобитно развила Француска 1730-их, а касније су га усвојиле све ратне морнарице. Британци су до овог времена имали 6 величина линијских бродова и открили су да њихови мањи бродови од 50 и 60 топова постају премали за борбену линију, док су њихови 80-и и већи били тропалубни и стога незграпни и нестабилни у тешком мору. Њихови најбољи бродови били су тропалубни бродови са 70 топова дужине око 46 m (151 ft) на палуби, док су нови француски 74 имали око 52 m (171 ft). Британци су 1747. године заробили неколико ових француских бродова током Рата за аустријско наслеђе. У наредној деценији Томас Слејд (морнарички геометар из 1755. године, заједно са геодетом Вилијамом Бејтлијем) одвојио се од прошлости и дизајнирао неколико нових класа „74” од 51 до 52 m (167 до 171 стопа) за такмичење са овим француским дизајном, почевши од класа Даблин и Белона. Њихови наследници су постепено побољшавали руковање и величину током 1780-их. Друге морнарице су такође направиле бродове типа „74” јер су имали прави баланс између офанзивне моћи, цене и маневрисања. На крају је око половине британских линијских бродова било овог типа. Већи бродови су се и даље градили, као командни бродови, али су били кориснији само ако су се дефинитивно могли приближити непријатељу, а не у борби која укључује јурење или маневрисање. „74” је остао омиљени брод све до 1811. године, када је Сепингсов начин градње омогућио да се граде већи бродови са већом стабилношћу.
На неколико бродова дизајн је измењен дуго након што је брод поринут и у служби. У Краљевској морнарици, мањим двопалубним бродовима са 74 или 64 топа који се нису могли безбедно користити у акцијама флоте уклоњене су (или срушене) горње палубе, што је резултирало веома чврстим ратним бродом са једном палубом званим рејзи. Добијени умањени брод могао се класификовати као фрегата и још увек је био много јачи. Најуспешнији такав брод у Краљевској морнарици био је ХМС Индефатигејбл, којим је командовао сер Едвард Пелу.
Шпански брод Spanish ship Нуестра Сенора де ла Сантисима Тринидад, био је шпански прворазредни линијски брод са 112 топова. Ово је повећано у 1795–96. на 130 топова затварањем у шпалирну палубу између квартердека и прамца, и око 1802. до 140 топова, стварајући тако оно што је заправо била континуирана четврта палуба иако су додатни топови заправо били релативно мали. Био је најтеже наоружани брод на свету када је поново изграђен, и носио је највише топова од било ког линијског брода опремљеног у добу једара.
- ХМС Виктори на сувом доку у луци Портсмут, 2007
- Савремени дијаграм који илуструје прворазредни и трећеразредни брод
- Махмудије (1829)
- Валми (1847)
- Раст тежине РН првокласних бродова линије 1630–1861, укључујући ради поређења велике ране оклопне бродове. Обратите пажњу на начин на који је пара дозволила повећање стопе раста
- Линијски брод ХМС Виктори

### Парни погон
Прва велика промена у концепту линијског брода било је увођење парне снаге као помоћног погонског система. Прве војне употребе пароброда појавиле су се 1810-их, а 1820-их један број морнарица је експериментисао са ратним бродовима на парни погон. Њихова употреба се проширила 1830-их, када су ратни бродови на пароброду учествовали у сукобима као што је Први опијумски рат заједно са линијским бродовима и фрегатама.
Пароброди су, међутим, имали велике недостатке. Точак са лопатицама изнад водене линије био је изложен непријатељској ватри, док је сам спречавао брод да ефикасно пуца. Током 1840-их, вијчани пропелер се појавио као највероватнији метод парног погона, при чему су и Британија и САД 1843. лансирале ратне бродове на вијчани погон. Током 1840-их, британска и француска морнарица су лансирале све веће и моћније бродове овог типа, заједно са линијским бродовима на једра. Године 1845, виконт Палмерстон је указао на улогу нових пароброда у напетим англо-француским односима, описујући Ламанш као „парни мост“, а не као баријеру француској инвазији. Делимично због страха од рата са Француском, Краљевска морнарица је од 1845. године претворила неколико старих линијских бродова са 74 топа у блок-бродове са 60 топова на парни погон (по узору на Фултонов Демологос). Блокови су „првобитно замишљени као парне батерије искључиво за одбрану луке, али су у септембру 1845. добили смањену [једрену] опрему, и тиме постали поморски бродови. Блоковски бродови су требало да буду исплативи експеримент велике вредности.“ Они су се касније добро показали у Кримском рату.